# Peinture belge de 1830 à 1914
La peinture belge de 1830 à 1914 est l'ensemble de la production picturale par les artistes belges depuis l'indépendance politique et territoriale en 1830, et jusqu'à la veille de la Première Guerre mondiale.
La fin du XIXe siècle voit apparaître en Europe un foisonnement de mouvements et cercles artistiques dont le point commun est de se démarquer des académies et de rendre visibles les artistes moins conformistes, en organisant des expositions. La Belgique joue un rôle important dans cette activité intense de cercles, associations et mouvements de peinture.

## Les Académies existantes en 1830 et les Salons

### Anvers
L'Académie royale des beaux-arts d'Anvers, créée en 1663 par David Teniers le Jeune est l'une des plus anciennes d'Europe. Sous la direction de Mathieu-Ignace Van Brée, de 1827 à 1839, l'institution est réorganisée, mais demeure figée dans de froids principes. Deux de ses successeurs, Gustave Wappers (de 1840 à 1852) et Nicaise De Keyser (de 1855 à 1879), régénèrent l'Académie anversoise et la développent surtout au point de vue de la peinture de chevalet.

### Gand
L'Académie royale des beaux-arts de Gand est fondée entre 1748 et 1751 en tant qu'école privée, au domicile du peintre Philips Karel Marissal (1698-1770). Elle devient « académie royale » en 1771.
La Société royale d'encouragement des Beaux-Arts fondée en 1788, crée un Salon à partir de 1792. Grâce à ce Salon, le musée des Beaux-Arts de Gand s'enrichit régulièrement d'œuvres qu'il y achète,.

### Bruxelles

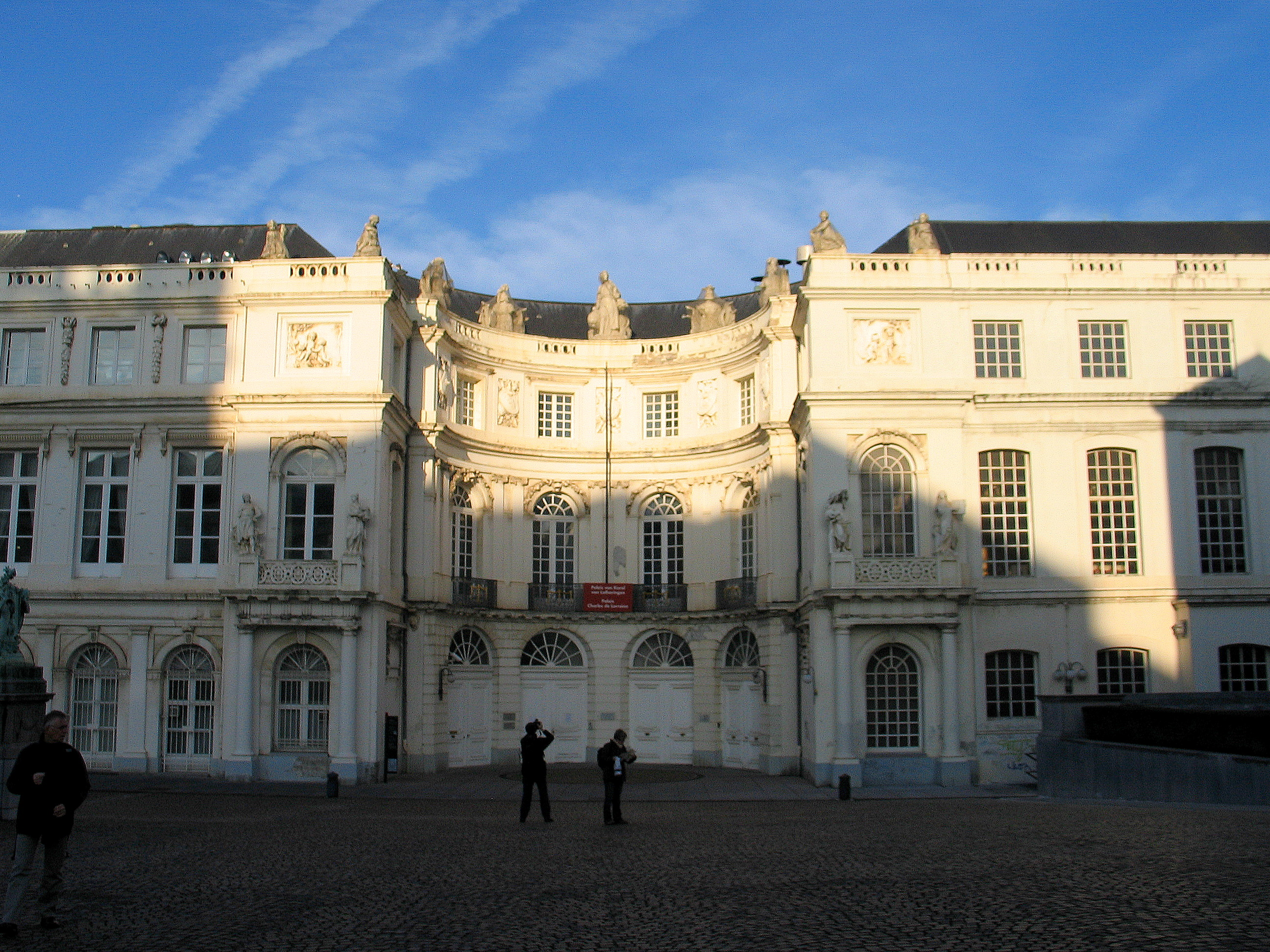
Le palais de Charles de Lorraine, lieu de l'Académie de Bruxelles.

L'Académie royale des beaux-arts de Bruxelles date, elle aussi, de la fin du XVIIIe siècle. En 1803, comme à Gand et Anvers, un musée de la peinture est installé dans le palais de Charles de Lorraine qui accueille une première exposition d'artistes contemporains.
L'Académie devient « royale » en 1835, sous la direction du peintre néo-classique François-Joseph Navez qui ouvre une classe de peinture et donne une impulsion à la classe de sculpture.
Le Salon de 1851 marque une étape décisive dans la vie artistique belge par l'invitation de nombreux artistes étrangers, en particulier français.

### Liège
L'Académie royale des beaux-arts de Liège est une institution artistique créée en 1775 sous les auspices du prince-évêque de Liège François-Charles de Velbrück d'après une idée de Nicolas Henri Joseph de Fassin et Léonard Defrance.
Le 2 janvier 1835, le Conseil de Régence de la Ville de Liège décide de réorganiser l'école de dessin sous le nom d'Académie des Beaux-arts.

### Mons
L'Académie royale de dessin, de peinture, de sculpture et d'architecture est instituée en 1781 à Mons par les États du Hainaut et les magistrats de la ville. Le décret du 24 septembre 1789 met cet établissement sur le même pied que ceux de Flandre et du Brabant. L'empereur Joseph II lui accorde le titre d' « Académie royale de dessin, de peinture et d'architecture ».
Parmi les disciplines enseignées, on trouve la peinture, l'aquarelle et le dessin et la gravure. L'école s'établit rue de Nimy 106 à Mons.

### Le système triennal
Les expositions périodiques d'artistes vivants de Bruxelles, d'Anvers et de Gand sont les seules à revendiquer un caractère national et ont une plus grande ampleur du fait de leur inscription au sein du système triennal, mis en place en 1813 et fixant leur alternance.
Tous les trois ans, à l'occasion des Salons triennaux des Beaux-Arts de Bruxelles est attribué le prix Godecharle institué en 1878 et qui octroie des bourses pour trois ans, permettant des voyages à l'étranger pour les artistes.

## Les cercles littéraires et les journaux

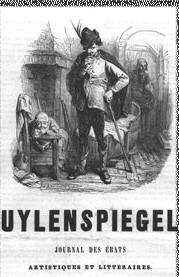
Couverture de la revue Uylenspiegel en 1856.

Le cercle Les Joyeux est fondé le 16 septembre 1847 par une vingtaine d'amis, dont l'écrivain Charles De Coster est un des plus connus. Il compte aussi parmi ses membres le compositeur Léon Jouret. Par la suite des personnalités comme Félicien Rops rejoignent le cercle. Ils constituent le vivier de l'équipe rédactionnelle du journal Uylenspiegel, le Journal des ébats artistiques et littéraires, un hebdomadaire qui parait à Bruxelles de 1856 à 1863 et dont la création bouscule le conformisme de l'époque. Ce cercle est très proche de la Société des Agathopèdes.
Sur le plan des arts, Uylenspiegel prend le parti du réalisme et défend les peintres comme Gustave Courbet ou Louis Dubois. Dans ses caricatures des Salons de Bruxelles, Rops y stigmatise le conformisme du public. Charles de Groux devient lui aussi illustrateur pour le périodique.
Le peintre Louis Dubois contribue également à la revue l'Art Libre où il adopte des positions théoriques et devient le défenseur de Courbet sous le pseudonyme de Hout. Camille Van Camp en sera un des animateurs.
En 1877, le poète et peintre Théodore Hannon devient directeur de la revue bruxelloise L’Artiste,.
En mars 1881, Octave Maus lance, avec Edmond Picard, la revue hebdomadaire L'Art moderne, qui perdure jusqu'en 1914. Cette revue promeut l'Art nouveau, terme dont la première occurrence apparaît dans cette revue en 1894 à propos des créations de l'architecte Henry Van de Velde. Elle s'oriente ensuite vers la défense d'un « art social » en réaction à « l'art pour l'art » que défend La Jeune Belgique. Elle est également proche du groupe des XX et de La Libre Esthétique.

## Influences étrangères

### École flamande et école française
En 1830, la peinture belge, traditionnellement influencée par l'école hollandaise jusqu'à l'annexion des territoires formant la Belgique avec les Pays-Bas, s'était quelque peu éloignée des maîtres flamands pour se rapprocher de l'école française, et notamment du peintre néo-classique Jacques-Louis David, exilé à Bruxelles. L'école belge, après l'indépendance du pays, revient à la tradition qui lui est propre. Elle est représentée par Gustave Wappers, Nicaise De Keyser, Joseph Laurent Dyckmans, Ferdinand de Braekeleer, Eugène de Block et François Verheyden qui appliquent et perpétuent les principes de leurs devanciers flamands, tels Rubens, Rembrandt, Van Dyck ou Teniers.

### Gustave Courbet

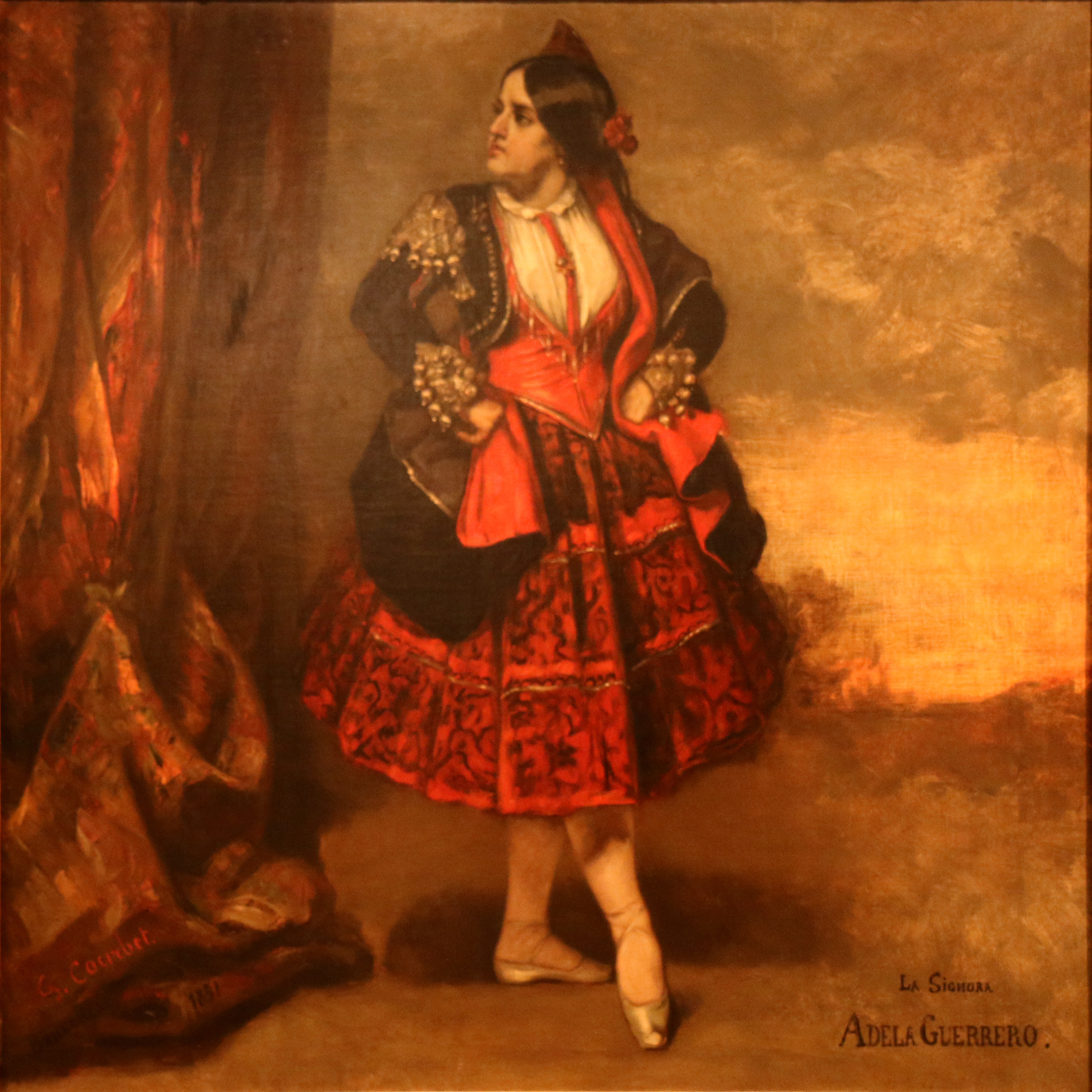
Adela Guerrero 1851
Gustave Courbet
Musées royaux des Beaux-Arts.

Le peintre réaliste Courbet (1819-1877) a pu admirer en Belgique les tableaux de Rubens à l'été 1846, alors qu'il était invité par le marchand néerlandais Hendrik Jan van Wisselingh (1816-1884), qui lui avait acheté deux tableaux dont Le Sculpteur.
Il y retourne l'année suivante d'abord en compagnie de Jules Champfleury, le futur co-cofondateur de la revue Réalisme en 1856, puis seul. En 1847, Courbet passe beaucoup de temps dans les brasseries pour se consoler du refus de toutes ses toiles au Salon de Paris.
Il expose pour la première fois au Salon de Bruxelles de 1851 et y séjourne en septembre de la même année. Félicien Rops et Charles De Groux le rencontrent à plusieurs reprises lors de ses expositions en Belgique, en Allemagne et aux Pays-Bas. Son influence est manifeste dans les choix esthétiques posés par de Groux dès 1853.
De nouveau à Bruxelles dans les années 1860, Courbet s'y constitue un réseau d'acheteurs.

## Les cercles artistiques

### L'Effort (1858-1914)

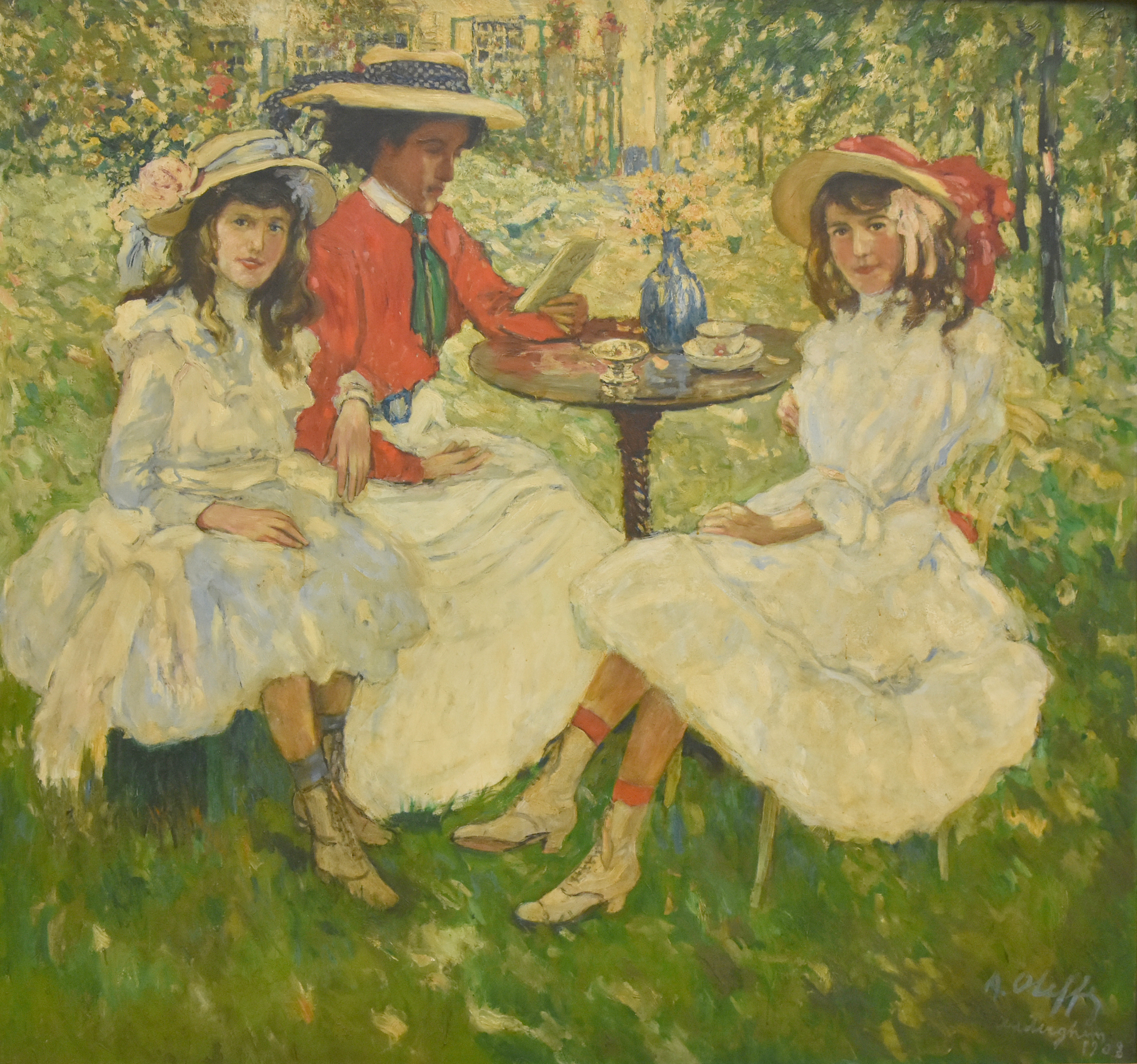
Le Mois de mai, 1908
Auguste Oleffe
Musée des Beaux-arts de Gand

L'Effort est un atelier libre pour artistes peintres créé en 1858 par le peintre réaliste Hubert Bellis. Il est installé au premier étage de son entreprise de décoration, située au n° 31 du quai au Bois à Brûler à Bruxelles.
Ces artistes condamnent toute méthode académique car, à leurs yeux, elle éloigne l'artiste de sa véritable vocation. Auguste Oleffe qui deviendra une figure marquante de Labeur, est également le centre de ce groupe de peintres qui compte environ cinquante membres. C'est dans cet atelier que les bases de ce qui deviendra le fauvisme brabançon ont été posées.
L'association est active jusqu'après la Première Guerre mondiale.

### La Société libre des beaux-arts (1868-1876)
La Société libre des beaux-arts, est fondée le 1er mars 1868 par des artistes en réaction à l'académisme. Elle est favorable à l'avancée réaliste dans la peinture.
Elle est animée à Bruxelles par le peintre Louis Dubois, fervent adepte de la « Nouvelle école », et porte-parole du réalisme, en réaction contre la peinture officielle. Il s'agit pour ces peintres de reproduire la réalité de manière objective, sans inclure d'éléments imaginaires ou symboliques. Ils visent à rompre avec les sujets historiques et poétiques propres à l'académisme.

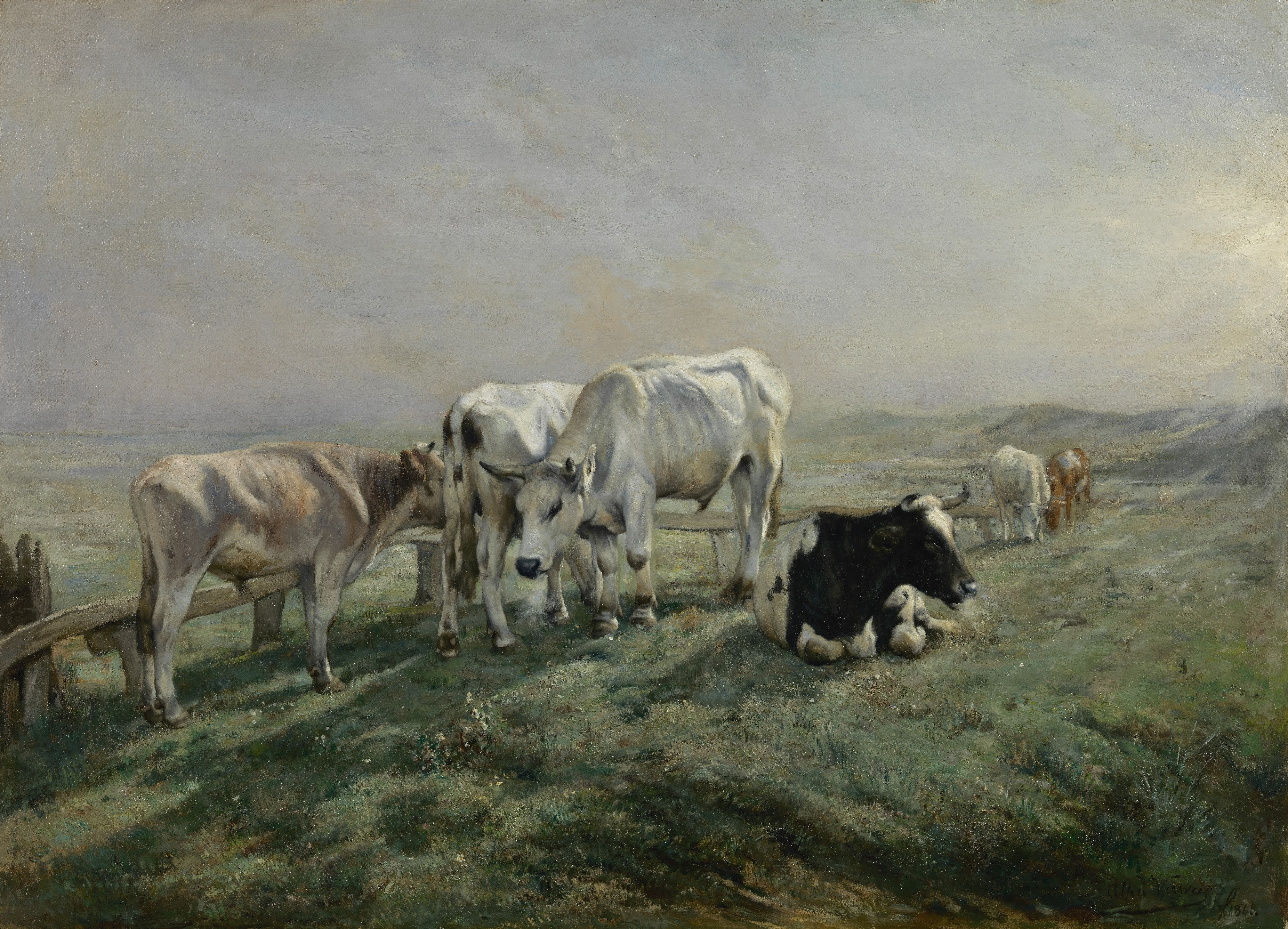
Prairie avec des vaches, 1868
Alfred Verwée
Collection Mesdag, La Haye

Le peintre Alfred Verwée (1838-1895) précurseur du mouvement naturaliste et Eugène Smits (1826-1912), en sont des cofondateurs. Constantin Meunier rejoint la société dès sa fondation. Elle réunit également plusieurs artistes naturalistes belges renommés tels que de Groux, Alfred Verwée, Louis Artan, Rops, Charles Hermans, et Théodore Baron. Dès le début, des peintres de l'École de Tervueren, tels que Joseph Coosemans, Louis Crépin, inscrit comme sculpteur, Camille Van Camp, Jules Raeymaekers et Alphonse Asselbergs, les rejoignent.
Pour le Salon de Bruxelles de 1869, vingt-et-unième édition de ce Salon, installé dans les serres de l'ancien Jardin Botanique, la Société libre des beaux-arts, s'associe avec le Cercle artistique et littéraire de Bruxelles pour proposer une liste de candidats. Cette alliance semble constituer une réussite. Les médailles distribuées sont très favorables à la jeune école et aux réalistes, puisque parmi les treize peintres médaillés, figurent six artistes progressistes dont Louis Artan, Constantin Meunier, Charles Hermans et Gustave Courbet. La récente École de Tervueren est déjà bien représentée.
Beaucoup d'entre eux se retrouvent dans la Colonie d'Anseremme. Aucun lien structurel ne les lie, hormis leur passion pour l'art et les jeux nautiques qui les rassemble à l'auberge Au repos des Artistes dans le village pittoresque d'Anseremme, en bord de Meuse, au sud de Dinant.
La Société libre organise des expositions jusqu'en 1876. Certains membres rejoignent ensuite La Chrysalide ou le Groupe des XX.

### La Société internationale des aquafortistes 1869
Félicien Rops, formé à la gravure, découvre les activités de la Société des aquafortistes fondée à Paris en juin 1862 par Alfred Cadart, et en devient membre en 1865, rejoint par d'autres artistes belges comme Eugène Smits et Alfred Verwée.
Il réunit ses amis les plus motivés de la Société libre des beaux-arts et fonde la Société internationale des aquafortistes le 4 décembre 1869. Parmi les autres membres fondateurs on retrouve Louis Artan de Saint-Martin, Eugène Smits et Constantin Meunier.

### La Chrysalide (1875-1881)

La Falaise, 1882
Périclès Pantazis
Musée des Beaux-Arts d'Anvers

La Chrysalide est une association bruxelloise, elle aussi fondée par Félicien Rops en 1875, avec, entre autres Théodore Hannon, Périclès Pantazis, le peintre grec installé à Bruxelles, le peintre de natures mortes Hubert Bellis, Auguste-Ernest Sembach et Alfred Verhaeren. À la fin du cercle, certains intègrent des groupes d’art similaires en formation tels que l'Essor, d’autres, notamment Théodore Hannon et Alfred Verhaeren demeurent indépendants.

### L'Essor (1879-1891)
L'Essor est une continuité du « Cercle des anciens élèves et élèves des académies des beaux-arts de Bruxelles », créé en 1876. Le Cercle modifie son nom en L'Essor en novembre 1879 et n'a plus aucun lien avec l'Académie. La devise de L'Essor est « un art unique, une vie unique » et met donc l’accent sur le lien qui doit unir l’Art à la Vie. Les fondateurs sont perçus comme progressistes et veulent se rebeller contre le Cercle artistique et littéraire de Bruxelles, bourgeois et conservateur.
Font partie des fondateurs Louis-Gustave Cambier, Léon Herbo, Henri Permeke (le père de Constant Permeke) et Franz Seghers. Mais aucun de ces artistes n'a jamais eu l'étiquette “progressiste”. Auguste-Ernest Sembach les rejoint en 1877. Henri de Groux, fils de Charles en est membre en 1884.

### Le Groupe des XX à Bruxelles (1883-1894)

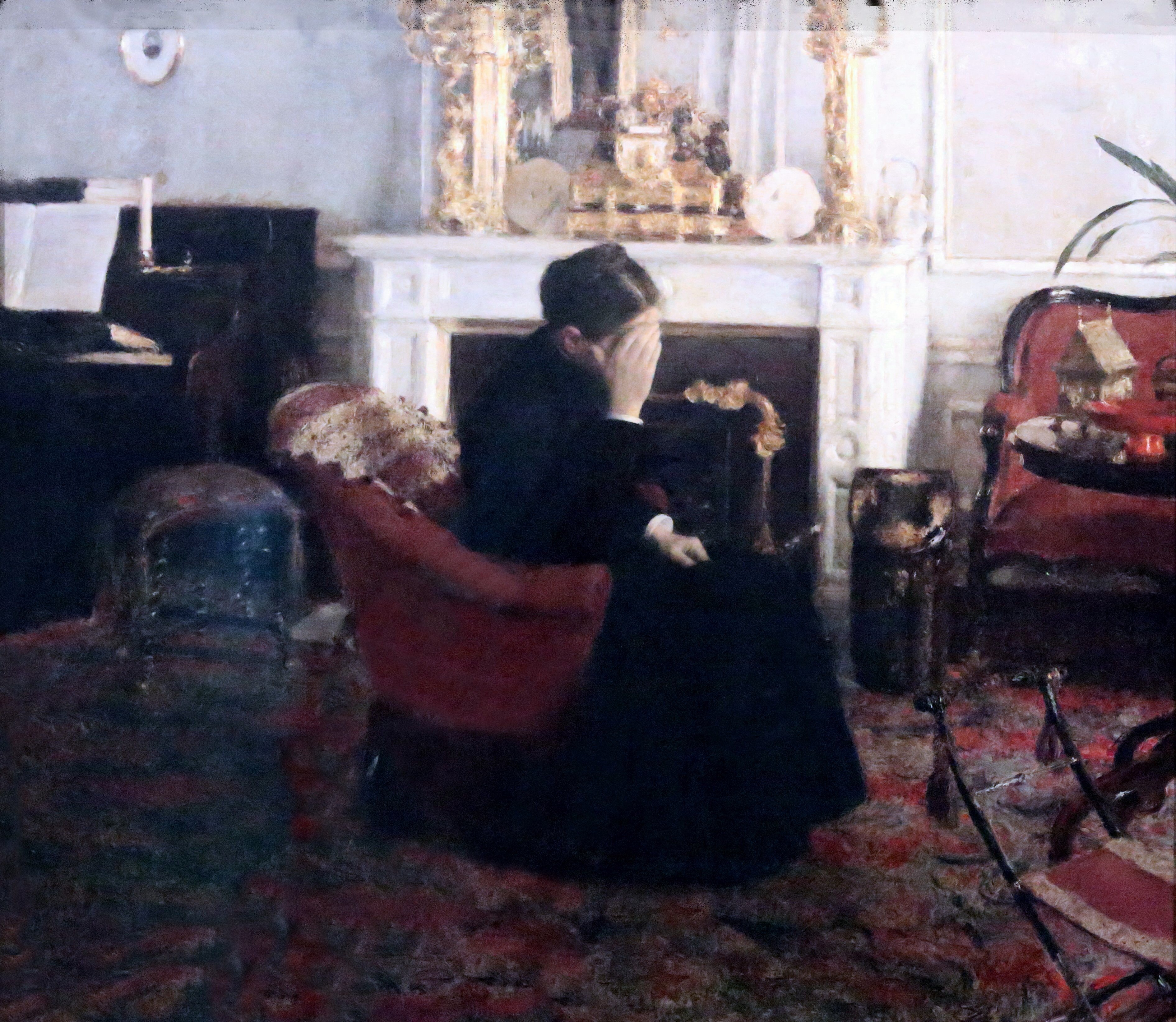
En écoutant du Schuman, 1883
Fernand Khnopff
Musées royaux des Beaux-Arts de Belgique

Le Groupe des XX (ou Les XX) fondé en 1883, émane d'une scission du cercle L'Essor jugé trop conformiste. Octave Maus est nommé secrétaire. Les membres du groupe des XX sont appelés « vingtistes ». Ils organisent des Salons annuels dans les locaux des musées nationaux.
Parmi les membres fondateurs, neuf sont présents pendant les dix ans de ce groupe, tels que Frantz Charlet, le sculpteur Paul Du Bois, l'expressionniste James Ensor, et son ami le pointilliste Willy Finch, le symboliste Fernand Khnopff qui dessine le monogramme du groupe, l'espagnol néo-impressionniste Darío de Regoyos, le peintre de paysages Willy Schlobach, Théo Van Rysselberghe, un des principaux représentants du divisionnisme belge, Guillaume Van Strydonck, qui sera précurseur du luminisme et Guillaume Vogels. Périclès Pantazis meurt l'année suivante. Plusieurs démissionnent entre 1884 et 1888 comme le sculpteur Achille Chainaye qui devient journaliste, le peintre animalier Jean Delvin, Jef Lambeaux, Frans Simons, Gustave Vanaise, Piet Verhaert, Théodore Verstraete et Rodolphe Wytsman.
La dissolution est décidée à la majorité en 1893 à la suite de la proposition de Maus « les cercles d'avant garde ne doivent pas durer trop longtemps sous peine de déchoir ou de reculer ». Ensor tente vainement de s'opposer à cette décision. Le groupe est perpétué après 1894 par La Libre Esthétique.

### Les XIII à Anvers (1891-1899)

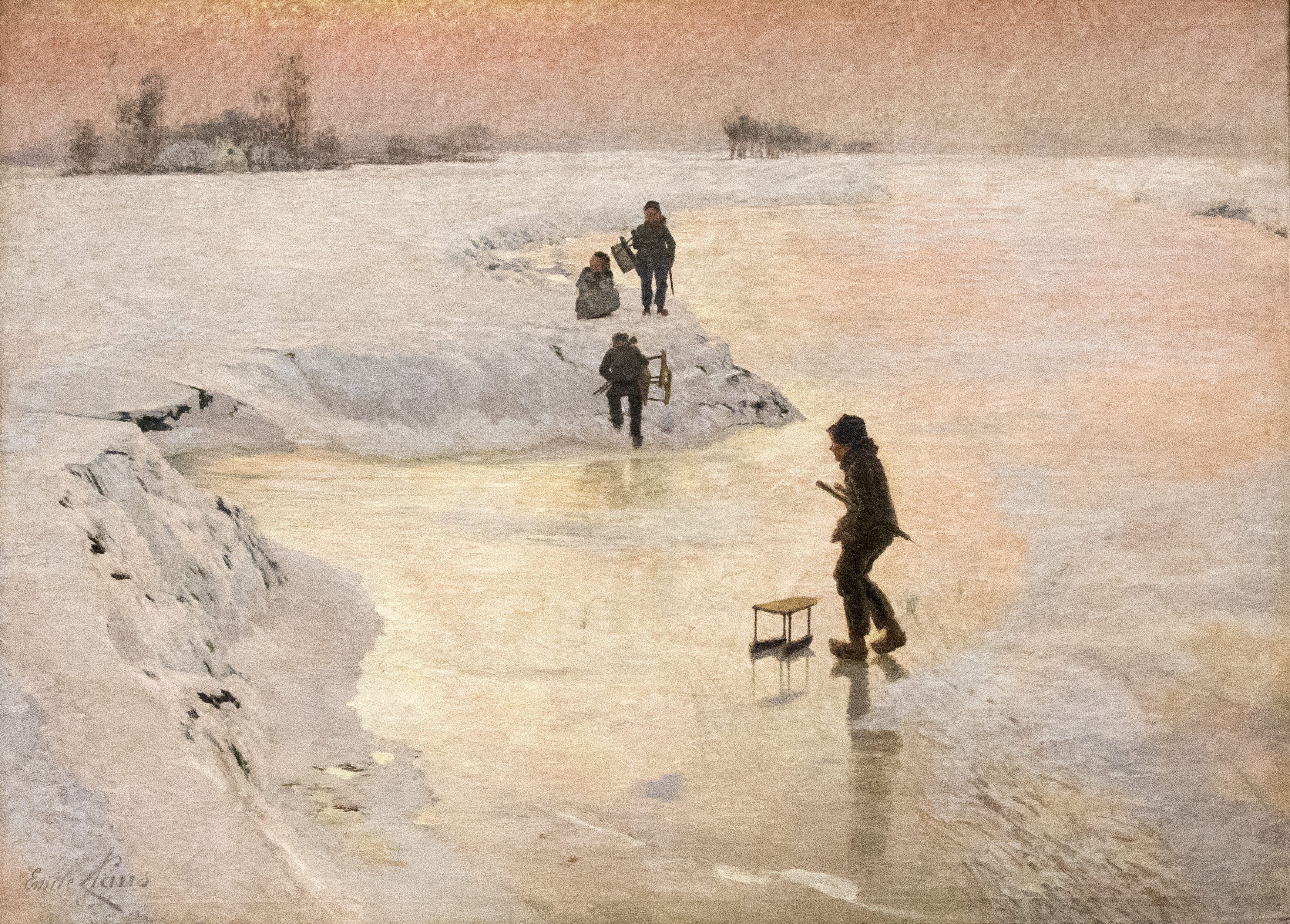
Les Patineurs, vers 1891
Émile Claus
Musée des Beaux-Arts de Gand

Le Cercle des XIII, fondé en février 1891, poursuit des objectifs semblables à ceux du groupe des XX de Bruxelles. Les fondateurs sont notamment Émile Claus, Edouard De Jans et Edgard Farasyn. Le cercle regroupe également Léon Abry et Evert Larock,.
Il organise trois salons au cours de son existence : en 1891, 1893 et 1895. Des artistes réputés sont également invités à ces salons, comme Isidore Meyers un des fondateurs de l'École de Calmpthout, Alexandre Struys, le célèbre peintre et sculpteur réaliste Constantin Meunier, l'impressionniste Albert Baertsoen, le sculpteur animalier Albéric Collin, le symboliste Fernand Khnopff et Max Liebermann de la Sécession berlinoise.

### Pour l'Art 1892
Jean Delville et d’autres dissidents du cercle L’Essor, dont Léon Dardenne, José Dierickx et son frère Omer, Georges Fichefet, Adolphe Hamesse, Alexandre Hannotiau, Antoine Lacroix et son épouse Clémence Michel, créent à Bruxelles l'association d'artistes Pour l'art qui poursuit une vocation idéaliste.
Les premières réunions ont eu lieu en février 1892. Le siège social est situé à la taverne Guillaume, place du Musée, à Bruxelles. Ils organisent des Salons et des conférences. L'un des conférenciers est le « gourou » du symbolisme, Sâr Péladan. L'association sera dissoute en 1939.

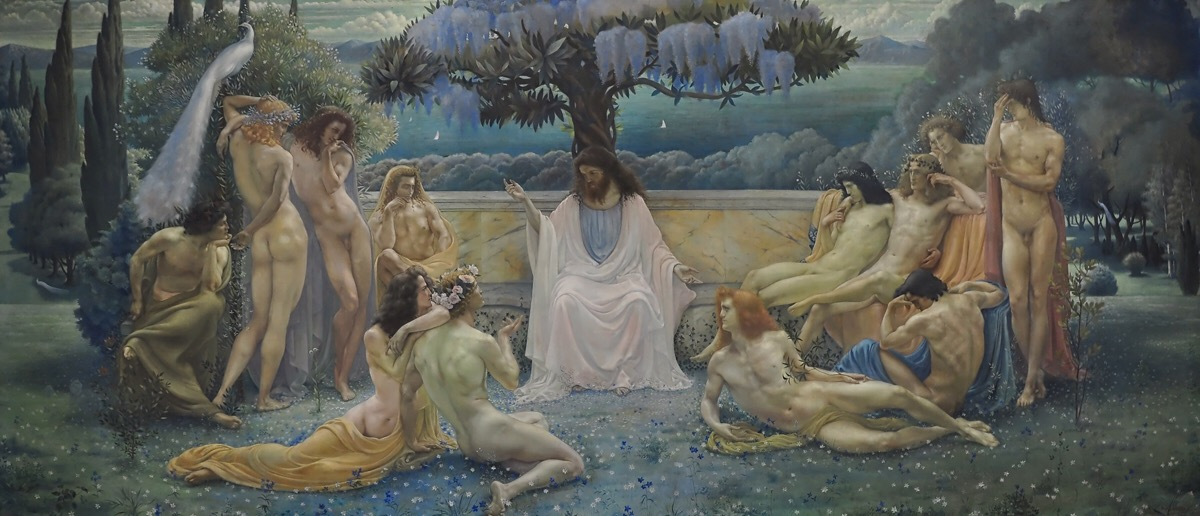
L'École de Platon, 1898, par Jean Delville, musée d'Orsay, Paris

Les autres fondateurs de Pour l'Art sont, entre autres, le sculpteur Jean Hérain, l'architecte William Jelley et le peintre Omer Coppens. Ils sont rejoints par le sculpteur Victor Rousseau, le peintre verrier Hector Thys, les peintres Richard Viandier, Albert Ciamberlani et Émile Fabry.
Un grand nombre d'autres artistes du mouvement symboliste participent à leurs expositions comme Henri Ottevaere, Firmin Baes, le sculpteur George Minne, le suisse Carlos Schwabe, le néerlandais Jan Verkade recruté au Salon de la Rose-Croix, et Eugène Laermans qui devient à cette époque plus expressionniste.

### La Libre Esthétique 1893
En 1893, Octave Maus après dix ans du Groupe des XX, fonde La Libre Esthétique. Les artistes sont écartés de la gestion, ce qui permet d'éviter les rivalités, jusqu'en 1914. Ce cercle prône une confrontation très large de toutes les disciplines artistiques et organise des expositions annuelles.

### Labeur 1898

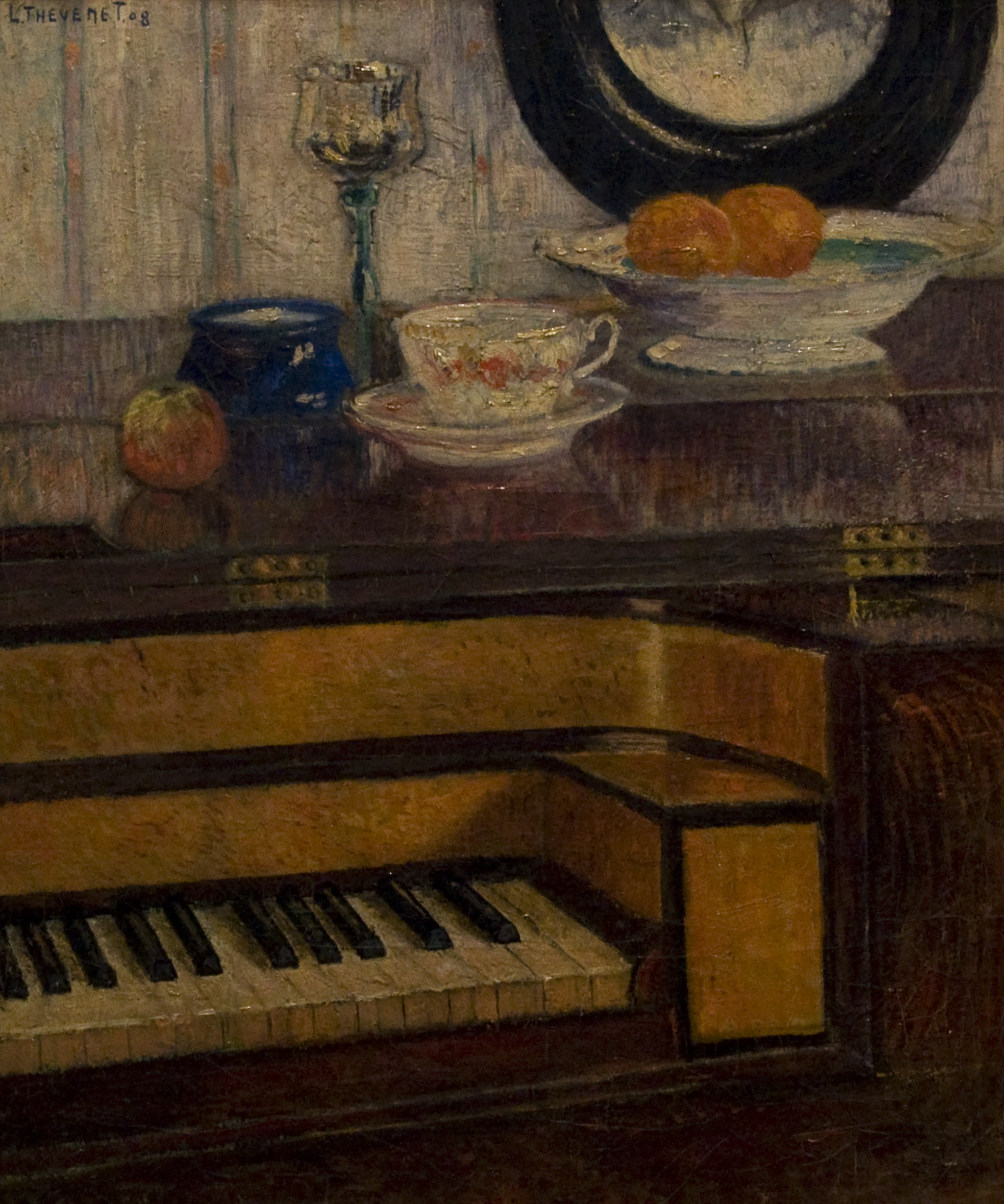
Après le deuil, 1908
Louis Thévenet
Musée royal des Beaux-Arts d'Anvers

Labeur est une association fondée en 1898 par quelques artistes issus du groupe La Patte de Dindon créé en 1852. Leur naturalisme est imprégné peu à peu des formules impressionnistes et luministes du moment.
Parmi les fondateurs, se distinguent Auguste Oleffe figure marquante du groupe, déjà auparavant cheville ouvrière de l'atelier de peinture gratuit L'Effort et Louis Thévenet, rejoints par Willem Paerels, Charles Dehoy et Louis-Gustave Cambier.
À l'instar d'autres associations, leurs artistes disposent de locaux au Musée royal d'Art moderne à Bruxelles.

### Vie et lumière 1904

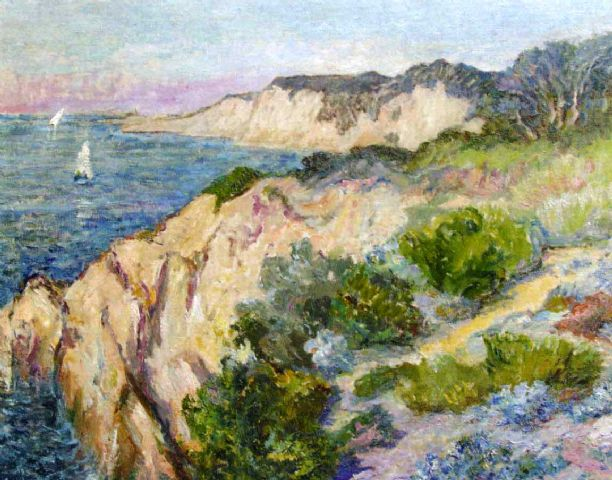
Falaise, Côte de Bretagne, 1900-1902
Anna Boch
Collection privée

Vie et Lumière est une association constituée sous l’impulsion d’Émile Claus, de George Morren et d'Adrien-Joseph Heymans.
Elle regroupe des artistes, adeptes de la peinture lumineuse. Émile Claus conseille à Rodolphe De Saegher, un de ses disciples, avocat de profession inscrit au barreau de Gand, de susciter ce regroupement en vue d'organiser annuellement un salon qui ne dépende pas des jurys officiels.
On y retrouve, d’anciens vingtistes tels que James Ensor, Georges Lemmen et Anna Boch.
Au salon de La Libre Esthétique de 1905, Claus et Heymans sont, avec Ensor, les invités vedettes de la section belge, qui se présente collectivement sous le nom de Vie et Lumière.

## Les mouvements artistiques

### Le réalisme
Le peintre Alfred Stevens, frère du marchand d'art Arthur Stevens, a fait l'essentiel de sa carrière à Paris mais a beaucoup contribué aux échanges artistiques avec la Belgique.

#### L'École de Calmpthout 1860

Intérieur d'étable
Adrien-Joseph Heymans
Musée des Beaux-Arts d'Anvers

L'École de Calmpthout, également appelée École du gris, est une colonie de peintres paysagistes établis à Calmpthout, (en néerlandais : Kalmthout), en province d'Anvers.
Les peintres belges Isidore Meyers (1836-1916) et Adrien-Joseph Heymans au cours de leur séjour à Paris, entre 1855 et 1858 font la connaissance des peintres français de Barbizon, qui résistent à l'académisme formel dans la peinture de paysage.
De retour en Belgique, au début des années 1860, ils produisent leurs œuvres dans les environs de Calmpthout et Wechelderzande, en Campine dans la province d'Anvers. Ils réagissent contre le style conservateur des peintres anversois, tels que Ferdinand de Braekeleer, Henri Leys et Henri de Braekeleer. Ils ont le désir de travailler « en plein air et d’après nature ».
D'autres artistes, tels que Théodore Baron (1840-1899), Jacques Rosseels (1828-1912) et Florent Crabeels (1829-1896) s'inspirent de cette nature campinoise. Théodore Baron s'était rendu une fois à Barbizon et était en contact étroit avec l'École de Tervueren. Il établit de la sorte le lien entre les deux écoles.

#### L'École de Tervueren 1866

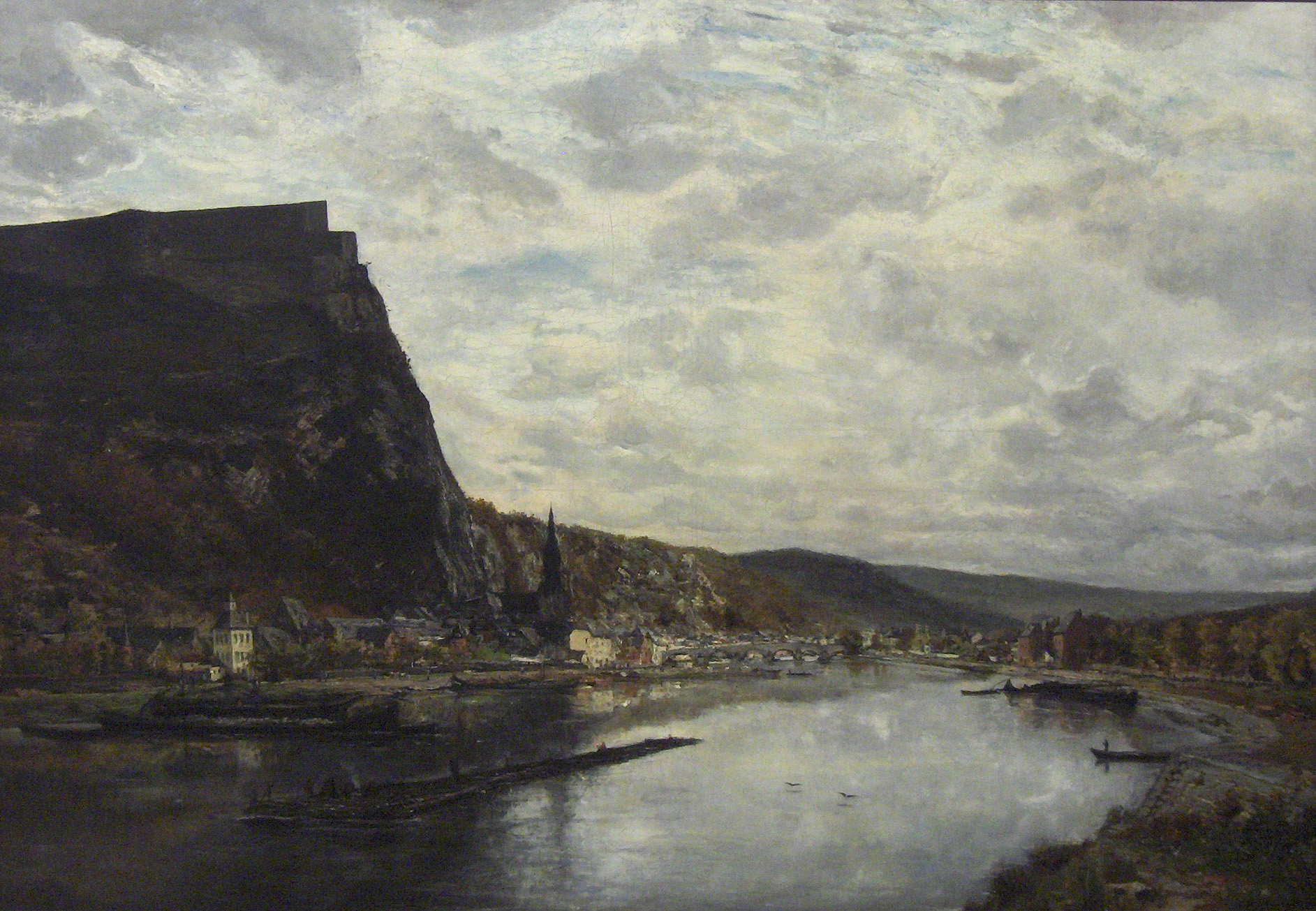
Vue de Dinant, 1870
Hippolyte Boulenger
Musées royaux des Beaux-Arts

Vers 1866 se forme autour d'Hippolyte Boulenger (1837-1874), un groupe de peintres, inspiré par l'École de Barbizon, qui se réunissent à l'auberge In den Vos sur la place du Marché de Tervuren et se dénomment École de Tervueren. Hippolyte Boulenger (1837-1874) y a rejoint Alphonse Asselbergs (1839-1916), Jules Raeymaekers (1833-1904), Édouard Huberti (1818-1880) et Louise Héger (1839-1933). Il contribue fortement au renom artistique de la commune.
Quand Boulenger participe au Salon de Bruxelles de 1866 avec Jules Raeymaekers, il fait imprimer à la suite de son nom, dans le catalogue, la mention « École de Tervueren ». Bien qu'il fût ironisé sur ce groupe d'artistes, la modernité picturale des œuvres fut bientôt reconnue dans les différents Salons.

#### L'École de Laethem-Saint-Martin 1870
À partir des années 1870-1880, les jeunes peintres de Gand passés par l'Académie royale des beaux-arts, se regroupent à Laethem-Saint-Martin et forment une communauté pérenne. Victor Horta, qui révolutionne l'architecture moderne, est issu de cette école.

### Le Symbolisme 1880

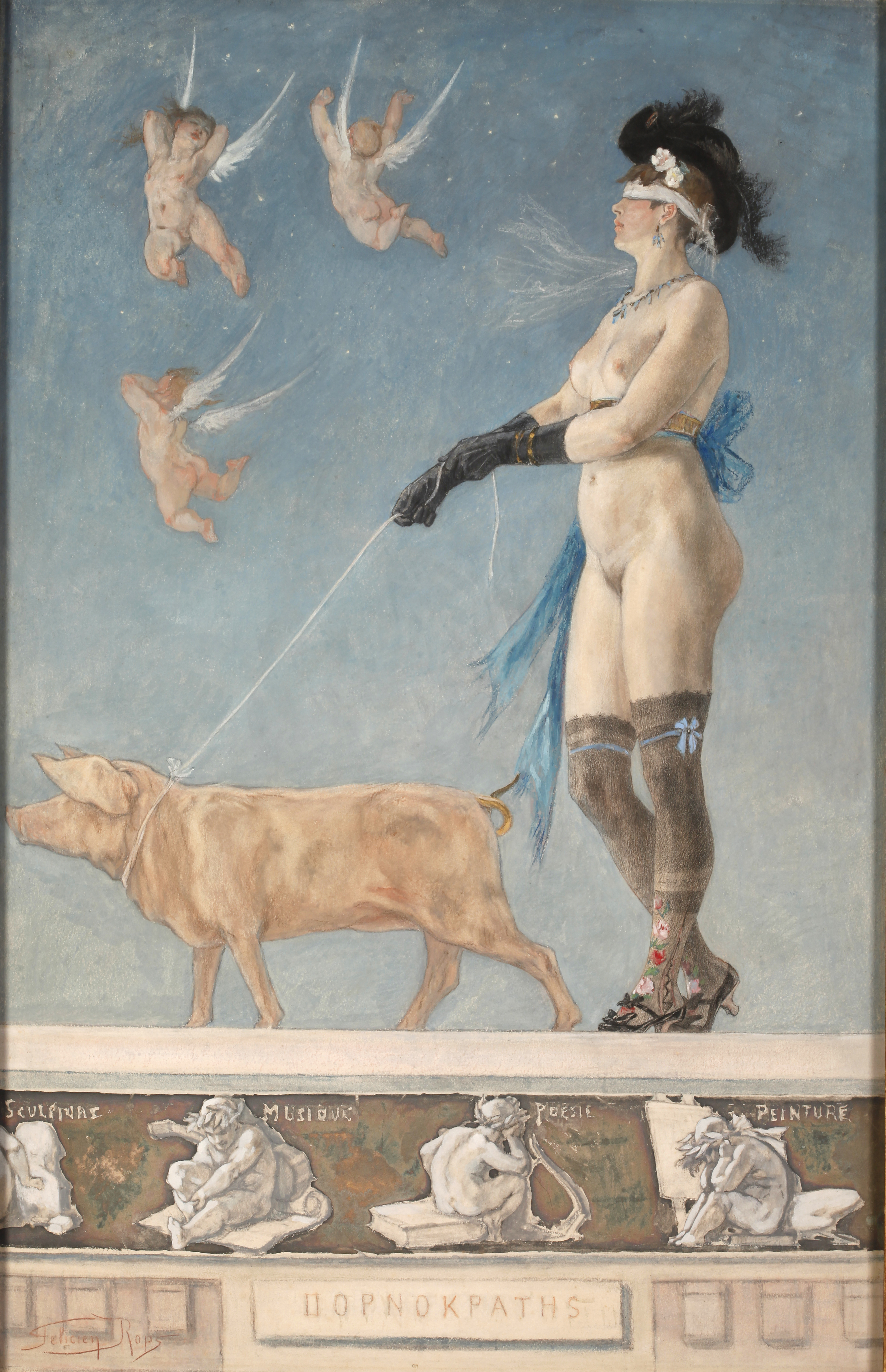
Pornokrates ou La Dame au cochon, 1896
Félicien Rops
Musée d'Art du comté de Los Angeles

On considère généralement que le symbolisme désigne une partie de la production artistique franco-belge puis européenne entre 1880 et 1914, avec un premier manifeste en 1886, et un apogée dans les années 1890. Il se développe d'abord en littérature dans les années 1880, puis en peinture, au théâtre et en musique dans les années 1890, .
Une des figures de proue du symbolisme belge, est Maurice Maeterlinck (1862-1949), écrivain francophone, prix Nobel de littérature en 1911. Il reste aujourd'hui célèbre pour son mélodrame Pelléas et Mélisande (1892), sommet du théâtre symboliste mis en musique par Debussy en 1902.
L'œuvre picturale et littéraire de Jean Delville exprime le versant le plus ésotérique du symbolisme. L'illustrateur Félicien Rops (1833-1898) a un grand succès auprès des décadents puis des symbolistes, illustrant dès les années 1870 des livres de Verlaine et Barbey d'Aurevilly, et plus tard de Mallarmé et Joséphin Péladan.
Le Salon des XX est très ouvert à ce courant et expose entre autres Fernand Khnopff, James Ensor et Félicien Rops.

### L'Art Nouveau 1893

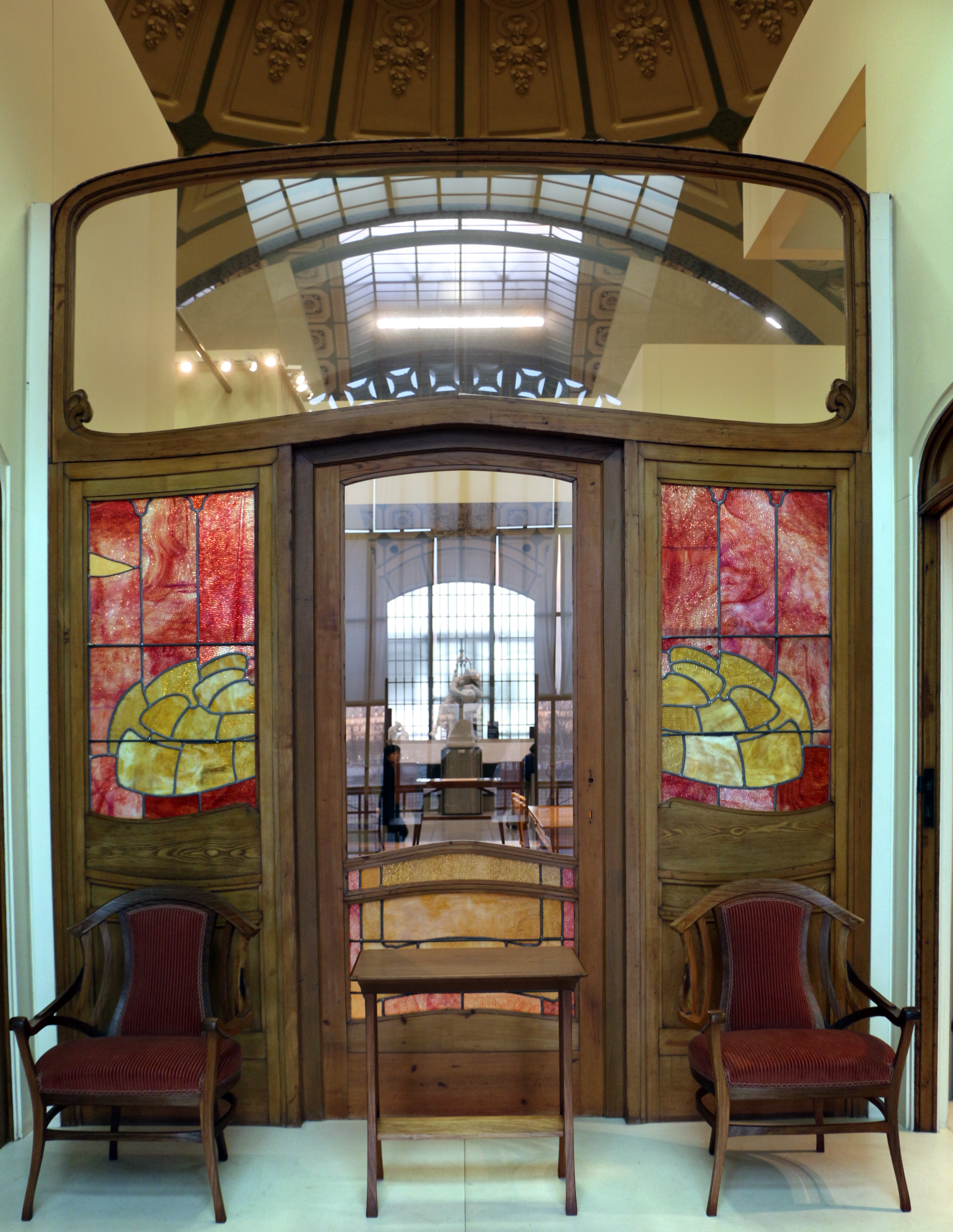
Mobilier de l'hôtel Aubecq, Bruxelles.

L'Art nouveau naît en Belgique en 1893, lorsque Victor Horta construit l'hôtel Tassel. C'est une réaction à l'architecture éclectique en Belgique. Il s'impose non seulement en architecture, mais aussi dans toutes les disciplines des arts décoratifs belges : sculpture, vitrail, sgraffite, céramique, mobilier, papier-peint, lithographie, orfèvrerie, bijouterie… Il influence fortement la France, l'Allemagne, les Pays-Bas et la Sécession viennoise.
D'emblée émergent deux courants différents : la tendance « Art nouveau floral » initiée par Victor Horta et la tendance « Art nouveau géométrique » initiée par Paul Hankar pour l'architecture et Gustave Serrurier-Bovy pour les arts décoratifs, caractérisée par une décoration géométrique et abstraite, plus sobre, mais tellement plus moderne et qui mènera à l'Art déco.

### Le luminisme 1904

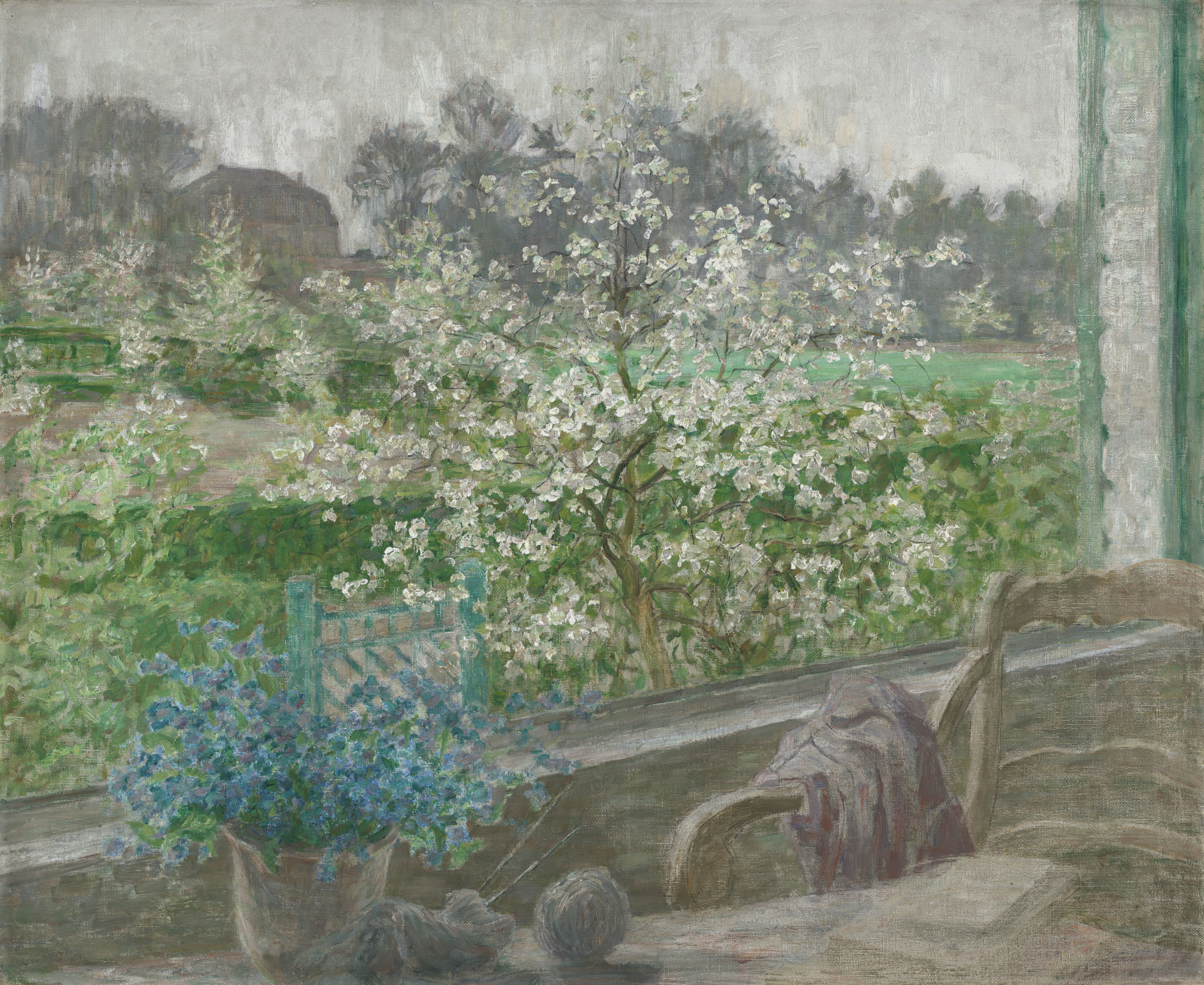
Ma fenêtre, vers 1910
Jenny Montigny
Musée des Beaux-Arts de Gand

En 1904, la plupart des impressionnistes belges sous l’impulsion d’Émile Claus, George Morren et Adrien-Joseph Heymans, se présentent sous la bannière de l'association artistique Vie et Lumière.
Dans le contexte belge, le terme luminisme doit être compris comme la fusion de deux tendances : d'une part, l'influence presque simultanée de l'impressionnisme français et du néo-impressionnisme et d'autre part, la perpétuation d'une tradition réaliste propre à l'art belge.
Outre ces trois fondateurs, on retrouve au sein de la nouvelle association d'anciens proches du Groupe des XX, comme Georges Lemmen, Anna Boch et Guillaume Van Strydonck et des disciples de Claus comme Georges Buysse, Edmond Verstraeten, Jenny Montigny, Anna De Weert et Modeste Huys. Ferdinand Willaert (1861-1939) fait partie de ceux qui évoluent vers le postimpressionnisme.

### Fauvisme brabançon
Le fauvisme naît en France vers 1906 avec Matisse, Vlaminck et Derain. L'appellation du fauvisme brabançon apparaît beaucoup plus tard et est créée par le critique d'art Paul Fierens en novembre 1941.

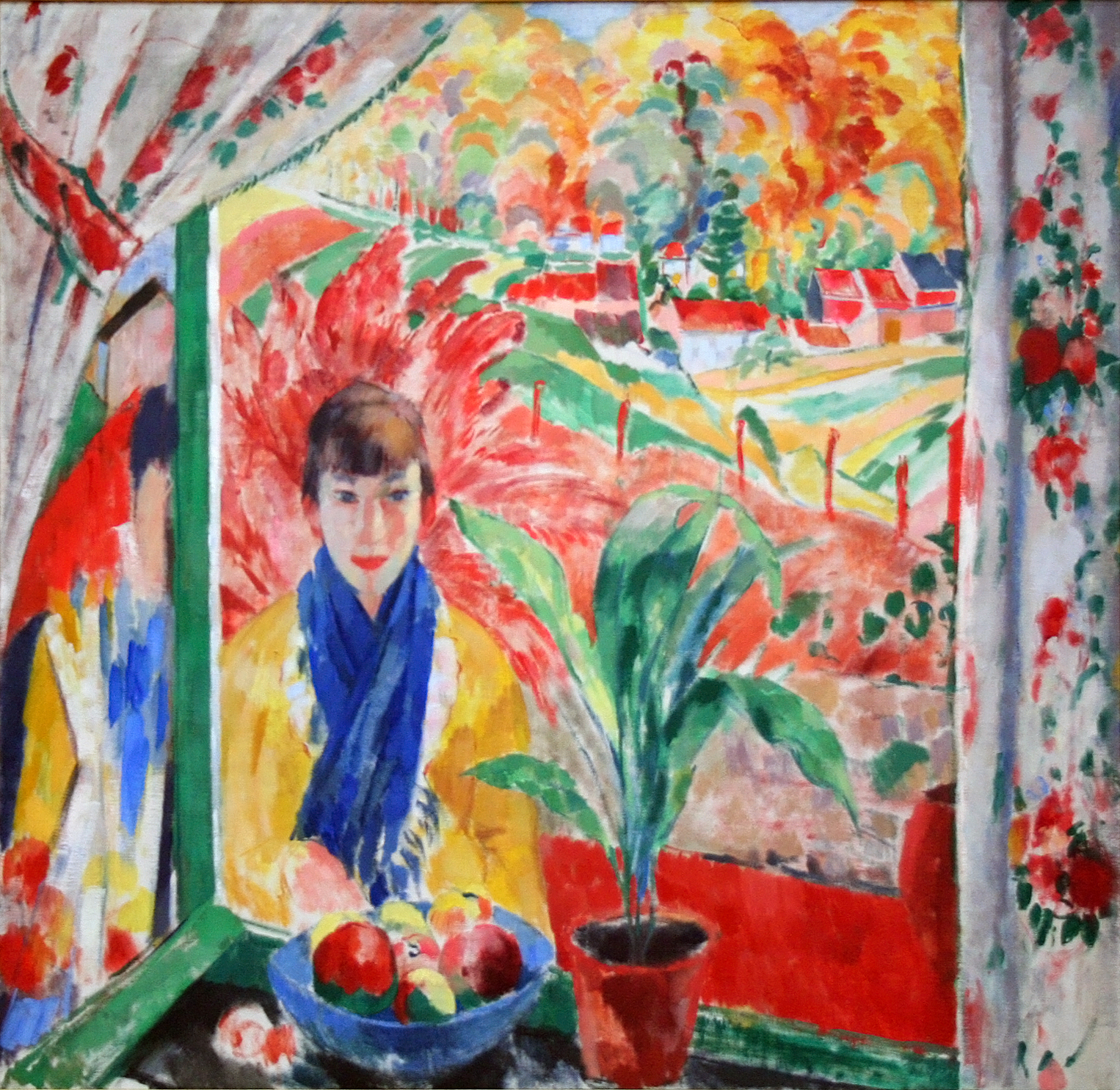
Automne, 1913
Rik Wouters
Musée des Beaux-Arts d'Anvers

En 1912, le peintre Rik Wouters signe un contrat d'exclusivité pour une durée de dix ans avec la Galerie Georges Giroux qui lui verse une rente mensuelle en échange de la moitié du produit de la vente de ses œuvres. Il y expose avec Ramah (Henri Ramaeker), Ferdinand Schirren et Pierre Bonnard, peintre français membre du groupe des nabis, du 20 février au 4 mars 1914. Cela lui apporte la consécration.
Le peintre Louis Thévenet, fondateur de Labeur avec Auguste Oleffe, se mêle au groupe des fauves brabançons avec lesquels il expose à la galerie Giroux en 1913.
En 1930, le critique d'art Paul Colin avait déjà regroupé des peintres dans un ensemble qu’il désignait par l’expression Troisième impressionnisme « cette équipe bruxelloise qui constitue en quelque sorte notre troisième Impressionnisme se retrouvait volontiers dans deux cercles de combat : la Libre Esthétique d’Octave Maus, toujours sur la brèche et à l’avant-garde, et les Indépendants. ». Colin cite les noms de Rik Wouters, Auguste Oleffe et de ses amis Arthur Navez, Rodolphe Strebelle, Jehan Frison, Jean Brusselmans, Anne-Pierre de Kat, Fernand Verhaegen et Léon de Smet.

### Expressionnisme

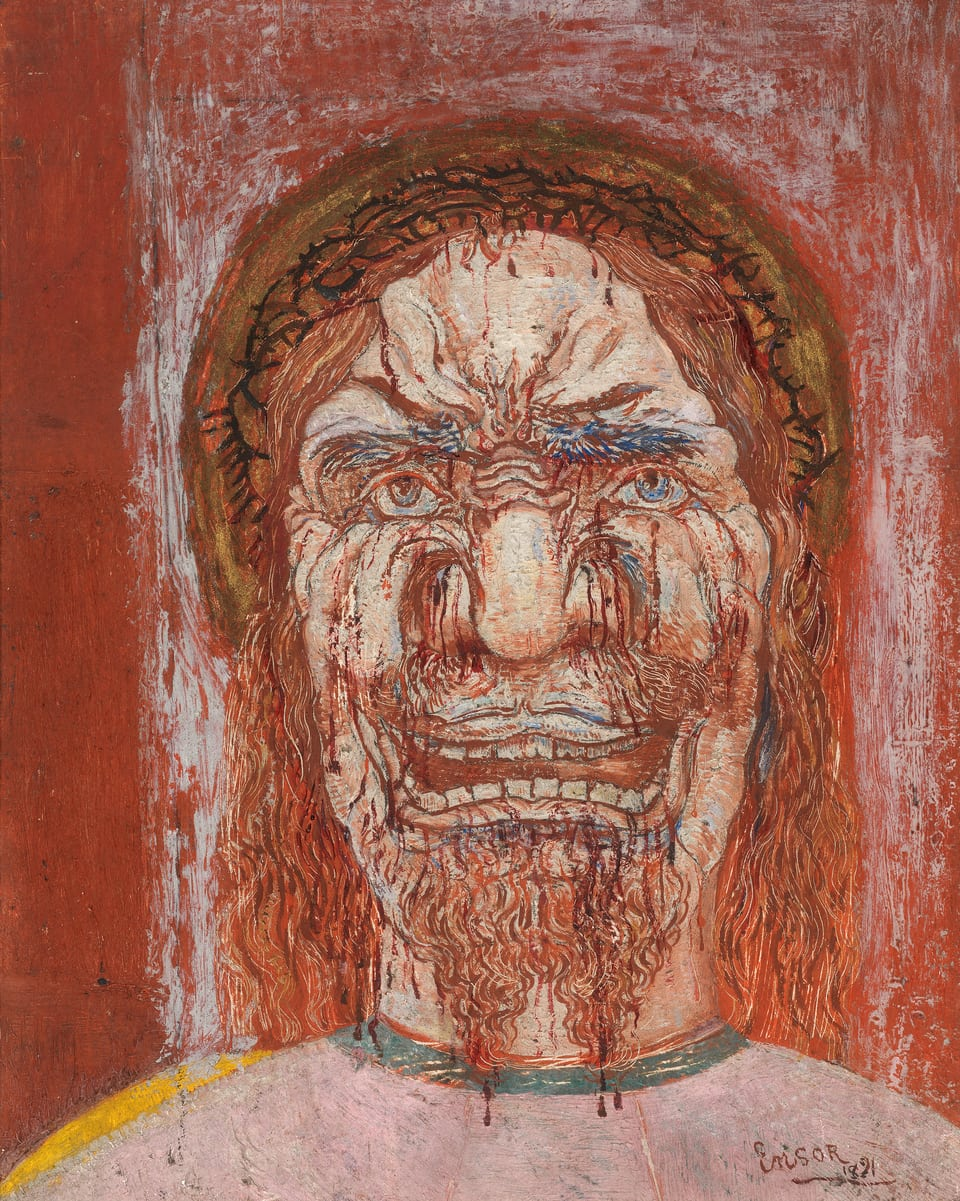
L'Homme de douleur, 1892, par James Ensor
Musée royal des Beaux-Arts d'Anvers.

L'expressionnisme est la projection d'une subjectivité qui tend à déformer la réalité pour inspirer au spectateur une réaction émotionnelle. Cela correspond à une vision pessimiste de l'époque, hantée par la menace de la Première Guerre mondiale et de la crise sociale et spirituelle lié à l'industrialisation. Les œuvres expressionnistes mettent souvent en scène des symboles, influencées par la psychanalyse naissante et les recherches du symbolisme.
Au début du XXe siècle, ce mouvement est profondément ancré dans l'Europe du Nord, en particulier en Allemagne. Avant la Première Guerre mondiale, James Ensor, Eugène Laermans et Albert Servaes ouvrent la voie vers l'expressionnisme flamand qui se développera dans les années 1920, et qui se réfère souvent au cubisme et au constructivisme.